# Darla Crane

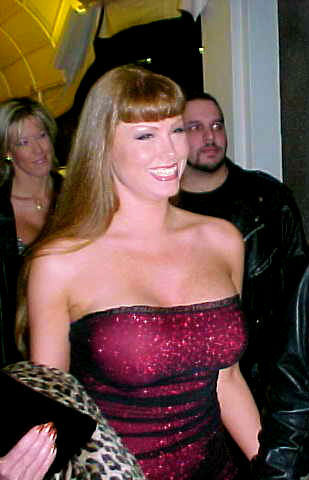
Darla Crane 2001 XRCO Awards

Darla Crane (* 21. Mai 1966 in Los Angeles, Kalifornien als Shelley Shelnutt) ist eine US-amerikanische Pornodarstellerin.

## Leben
Obwohl Crane ihre Karriere in der Erwachsenenwelt begann, war Darla Crane früher nur in nicht-sexuellen Produktionen zu sehen. Der größte Teil ihrer Arbeit zwischen den 1990er und 2000er Jahren war für Pin-up-, Fetisch- und Bondage-Magazine für Erwachsene bestimmt.
Bevor sie in die Mainstream-Pornoindustrie einstieg, versuchte sie ihr Glück als Autorin und Produzentin von BDSM-Themenfilmen. Sie drehte sieben Filme als Produzentin, alle mit stark dominierenden Frauen in Bondage-Sessions. Sie ist als Performerin in mehr als 230 Features anerkannt.
Im Laufe der Jahre arbeitete sie mit vielen großen Unternehmen zusammen, darunter Vivid Entertainment, Devil's Film, Brazzers, Evil Angel und Naughty America. Darla Crane gab 1990 ihr Debüt und war seitdem aktiv. Sie ist vor allem für ihre Darstellungen einer MILF (Ausdruck)/Cougar (Slang) und Lesbenfilmen bekannt.
Zudem verkörperte sie in den Jahren 2002 und 2006 die Rolle der Bettie Page.
Mitte der 2000er Jahre machte sie eine kurze Pause vom Mainstream-Porno, kehrte aber 2009 zurück.

## Filmauswahl
- 2001: Lex the Impaler
- 2002–2006: The Reincarnation of Betty Paige 1 & 2
- 2009: MILF Worship 9
- 2009: Fuck My Mom & Me 11
- 2010: Official Sons of Anarchy Parody
- 2010–2019: My Friend's Hot Mom 23, 24, 27, 31, 35, 42, 47, 56, 60, 62, 67, 70
- 2010: The Cougar Club 2
- 2010: Milf Bitches
- 2011: Portrait Of A Call Girl
- 2011: Kittens & Cougars 4
- 2011: Lesbian Hitchhiker 4
- 2011: Lesbian House Hunters Part 6
- 2012: MOFOs: MILFs Like It Black 7
- 2012: MILFs Like It Big 13
- 2012: It’s a Mommy Thing! 6
- 2012: Titty Creampies
- 2012–2013: Moms Bang Teens 2, 5
- 2012–2013: Mother-Daughter Exchange Club 23, 30
- 2013: Happy Ending Handjobs 7
- 2013: Mandingo Madness 4
- 2013: MOFOs: MILFs Like It Black 10
- 2014–2018: Seduced By a Cougar 34, 43, 51
- 2014: Lesbian Seductions 49
- 2014–2015: Bad Lesbian 3, 4
- 2014: Gardener
- 2014: All In The Family
- 2014: Lesbian Adventures: Older Women Younger Girls 5
- 2014–2015: Tonight’s Girlfriend 27, 42
- 2015: Moms Teach Sex 4
- 2015: This Ain’t the Golden Girls XXX
- 2015: Blacks on Cougars 12
- 2016: Lesbian Love Stories 8: Partner Exchange
- 2017: Mommy Issues
- 2017: Mommy-Teen BJ Lessons 2
- 2017: Naughty Office 49
- 2018–2019: Milfy Way 12, 15
- 2018: My First Sex Teacher 56
- 2019: Darla Crane & Her Girlfriends

## Auszeichnungen/Nominierungen
- 2012: AVN Award - Nominee: MILF/Cougar Performer of the Year
- 2015: AVN Award - Nominee: Fan Award: Hottest MILF
- 2016: AVN Award - Nominee: Fan Award: Hottest MILF
- 2012: XRCO Award - Nominee: Best Cumback
- 2017: XRCO Award Inducted: Hall of Fame: Actors